# Alma TV
Alma TV (acronimo di Alice e Marcopolo) è un canale televisivo italiano edito da GMH S.p.A., società facente parte del Gruppo Sciscione. Trasmette una programmazione prevalentemente dedicata ai viaggi e alla cucina.

## Storia
Il canale nasce il 1º maggio 2020 in sostituzione di Alice e Marcopolo, riunendone i contenuti in un'unica rete televisiva che va a prendere il posto di Canale 65, emittente televisiva del Gruppo Sciscione (Gold TV), che già dal 6 aprile trasmetteva in prima serata la programmazione dei due canali in alternanza. Il nome riprende le iniziali delle due emittenti. La numerazione e la banda continuano a essere fornite dal gruppo laziale.
A partire dalla fine del 2020, quando l'editore Alma Media viene ammesso al concordato preventivo, il canale ALMA TV risulta gestito, almeno parzialmente, dal Gruppo Sciscione: di conseguenza, esordiscono sul canale alcuni programmi provenienti dalle emittenti locali laziali dell'editore. 
Il 7 luglio 2020 passa all'alta definizione, per poi tornare in definizione standard il 18 luglio 2021 e nuovamente in HD il 20 agosto 2022.
Dal 14 luglio 2021 sono visibili i canali secondari Alma TV Travel e Alma TV Food (rispettivamente Marcopolo e Alice), visibili sulle Smart TV Samsung tramite il servizio Samsung TV Plus, alle LCN 4261 e 4354. Sul DTT e in streaming sul sito ufficiale invece resta visibile soltanto Alma TV.
Dal 1º febbraio 2023 il canale assume un nuovo logo e una nuova grafica.

## Palinsesto
Il canale presenta programmi prevalentemente riguardanti sapori e viaggi, derivanti rispettivamente da Alice e Marcopolo, con l'aggiunta di alcune produzioni esterne.

### Alice
- 365 - Una ricetta al giorno
- Accademia Montersino
- Alice Club
- A pranzo da Lieri
- Bekér on tour
- Bischeri e bischerate
- Casa Alice
- Ciao Chef
- Codice Rugiati
- Cucina e nobiltà
- Cuochi e dintorni
- Frittanza
- I classici della cucina italiana
- Il boss delle pizze
- Il club delle cuoche
- Il Massimo in cucina
- In punta di coltello
- La salute vien mangiando
- Il mondo di Csaba
- La vespa Teresa
- Le mani in pasta
- Masseria Sciarra
- Non è mai troppo presto
- Pasta, Love e Fantasia
- Piacere Pizza
- Pillole di sapori
- Pronto in tavola
- Risi e bisi
- Vista mare
- Forchette stellari

### Marcopolo
- Tra cielo e terra
- Grasso ma non troppo
- Itinerari italiani
- Weekend
- Il Paese sottile
- Borghi marini
- Sentieri d'Italia, programma di esplorazione montana raccontata attraverso i suoi sentieri.
- Tesori e Meraviglie
- Terra promessa
- Diario di viaggio
- Viaggi straordinari
- Atlante
- Gli ultimi paradisi
- Il mondo in tavola[3]
- Sapori dal mondo
- Magellano
- Mediterraneo
- Italia, dell'arte e della festa
- Italia segreta
- Anima Mundi
- Grandi fiumi
- I grandi imperi
- Sussurri e grida

## Loghi

1º maggio 2020 - 1º febbraio 2023
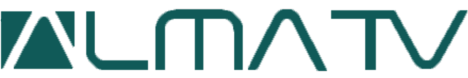
In uso dal 1º febbraio 2023